# Gitter
Gitter는 소프트웨어 개발자 및 깃허브 저장소 사용자를 위한 오픈소스 기반의 인스턴트 메시징 대화방 시스템이다. Gitter는 SaaS의 형태로 제공된다. 사용자는 Gitter의 모든 기본 기능을 이용할 수 있으나, 단 하나의 대화방을 개설할 수 있는 권한을 얻는 무료 옵션과 개설할 수 있는 대화방의 개수에 제한이 없도록 하는 유료 구독 옵션 중 하나를 선택할 수 있다.
각각의 대화방은 기본적으로 깃허브의 깃 저장소 하나당 하나를 개설할 수 있다. 대화방의 공개/비공개(public/private) 여부는 대응하는 깃허브 저장소의 설정을 따른다. 예를 들어 깃허브 저장소가 비공개(private) 저장소라면, 그에 대응하는 대화방 역시 멤버 전용의 비공개(private) 대화방이 된다. 또한 Gitter 대화방을 가리키는 그래픽 배지를 깃 저장소의 리드미 파일에 배치함으로써, 해당 프로젝트의 사용자와 개발자들의 주의를 끌고 채팅방으로의 참여를 유도할 수 있다. 대화방에서 채팅하기 위해서는 Gitter에 로그인이 필요하며, 사용자는 기존에 이용하던 깃허브 계정을 통해서 Gitter에 로그인할 수 있다.
Gitter는 IRC 및 Slack과 유사하다. Slack과 마찬가지로 Gitter는 클라우드에 모든 대화 내용을 기록한다. 이는 IRC와는 다른 점이다.